# Comuna de Osiek Mały
Osiek Mały (polaco: Gmina Osiek Mały) é uma gminy (comuna) na Polónia, na voivodia de Grande Polónia e no condado de Kolski. A sede do condado é a cidade de Osiek Mały.
De acordo com os censos de 2006, a comuna tem 5868 habitantes, com uma densidade 66,9 hab/km².

## Área
Estende-se por uma área de 87,33 km², incluindo:
- área agricola: 78%
- área florestal: 18%

## Demografia
Dados de 30 de Junho 2004:
|                      | Total   | Total | Mulheres | Mulheres | Homens  | Homens |
| -------------------- | ------- | ----- | -------- | -------- | ------- | ------ |
|                      | pessoas | %     | pessoas  | %        | pessoas | %      |
| População            | 5841    | 100   | 2957     | 50,6     | 2884    | 49,4   |
| Densidade (pop./km²) | 66,9    | 100   | 33,9     | 33,9     | 33      | 33     |

De acordo com dados de 2002, o rendimento médio per capita ascendia a 1400,61 zł.

## Comunas vizinhas
- Comuna de Babiak, Comuna de Koło, miasto Koło, Comuna de Kramsk, Comuna de Sompolno